# 電気工事士養成施設
電気工事士養成施設（でんきこうじしようせいしせつ）とは、第二種電気工事士を養成する教育機関。所定の単位を修めて卒業すれば第二種電気工事士の資格が取得できる。経済産業大臣が指定。(経済産業大臣認定電気工事士養成施設)全国で約120校。

## 概要
形態としては専修学校、専門学校、公共職業訓練施設、企業内職業訓練施設(認定職業訓練)などがある。設置者も都道府県、独立行政法人、一般社団法人、一般財団法人、学校法人、株式会社など様々である。
かつては独立行政法人旧・雇用促進事業団(現・高齢・障害・求職者雇用支援機構)が運営する旧・技能開発センターや、工業高等学校も指定されていたが、雇用保険収支の悪化による職業訓練の短期化(ポリテクセンターへの改組、アビリティーコースへの改編)、高校カリキュラムとの併習困難などの理由で現在、指定校はない。ただし多くの学校で、国家試験の受験による資格取得を指導している。

## カリキュラム
認定施設としては最少で975時間の単位が必要とされているが、実際は学校形態(根拠法の違い)により1,000～1,600時間となっている。多くが1年の課程である。都道府県の公共職業訓練施設(技術専門校・テクノスクールなど都道府県によって名称は異なる)は昼間課程であるが、民間の専修学校等では夜間課程もある。
単位不足あるいは技能照査で不合格となると、卒業できない、卒業できても第二種電気工事士の資格が取得できないこともある。ただし多くの学校で補講・追試をおこなっている。

## 学費
学費について公共職業訓練施設の場合、雇用保険の(失業給付)受給者は原則無料となっており、失業給付(基本手当)も卒業まで延長される。その他に受講手当、交通費(通所手当)等も支給される。(教材費等は実費)　ただし一般応募で入校した場合、10～20万円程度の授業料を徴収する都道府県もあるようである。なお入校の難易度(倍率)は都道府県によりかなり異なる。(地域の雇用保険収支・地方財政などの理由)
民間校の場合は、30～70万円程度の学費(入学金・授業料)が必要であるが、学校により金額にかなり幅がある。高校授業料無償化・就学支援金支給制度、雇用保険教育訓練給付制度の対象校であれば、本人負担は軽減される。詳しくは経済産業省、文部科学省、厚生労働省の公式サイトやハローワーク(公共職業安定所)で確認されたい。
なお企業内職業訓練施設(認定職業訓練)は、その会社の従業員でなければ入校できない。多くの場合、短大・高専・高校新卒者に1年間の教育訓練を施し、第二種電気工事士の資格を取得させる。新入社員研修を兼ねた位置づけであり、全寮制が多く規律も厳しい。もちろん給与も支給され学費は無料である。きんでん学園が代表例である。

## 養成施設一覧
- 東京電気技術高等専修学校(東電協スクール)

　　夜間1年課程。高校授業料無償化・就学支援金支給制度、雇用保険教育訓練給付制度の対象校。